# Fissidens bourgaeanus
Fissidens bourgaeanus är en bladmossart som beskrevs av Bescherelle 1872. Fissidens bourgaeanus ingår i släktet fickmossor, och familjen Fissidentaceae. Inga underarter finns listade i Catalogue of Life.